# Pavel Blažek
Pavel Blažek (ur. 8 kwietnia 1969 w Brnie) – czeski polityk, prawnik i samorządowiec, parlamentarzysta, w latach 2012–2013 i 2021–2025 minister sprawiedliwości.

## Życiorys
W 1992 ukończył studia prawnicze na Uniwersytecie Masaryka w Brnie. Do 2002 był asystentem na macierzystej uczelni, w 1996 rozpoczął prowadzenie prywatnej praktyki adwokackiej. W 1998 wstąpił do Obywatelskiej Partii Demokratycznej (ODS). W tym samym roku został radnym dzielnicy Brno-střed, a w 2002 wszedł w skład rady miejskiej Brna. W latach 2002–2006 i 2010–2012 zasiadał w zarządzie tej miejscowości. Od 2010 do 2014 był wiceprzewodniczącym ODS.
W lipcu 2012 został ministrem sprawiedliwości w rządzie Petra Nečasa, odszedł wraz z całym gabinetem w lipcu 2013. W wyborach parlamentarnych w 2013, 2017 i 2021 z ramienia swojego ugrupowania był wybierany w skład Izby Poselskiej.
W grudniu 2021 powrócił na urząd ministra sprawiedliwości, wchodząc w skład powołanego wówczas gabinetu Petra Fiali. W październiku 2024 został także przewodniczącym Rady Legislacyjnej.
Pod koniec maja 2025 ogłosił rezygnację ze stanowiska ministra. Doszło do tego po ujawnieniu, że jego ministerstwo przyjęło donację w bitcoinach o wartości około 45 milionów dolarów, które zostały przez osobę skazaną m.in. za handel narkotykami. Odszedł z rządu w następnym miesiącu.